# Nihon Bungeisha
Nihon Bungeisha (株式会社日本文芸社, Kabushiki Kaisha Nihon Bungeisha) ou Nichibun (にちぶん) est une maison d'édition japonaise de magazines et de livres créée en 1959 et établie dans l'arrondissement de Chiyoda à Tokyo.

## Magazines publiés
- Weekly Manga Goraku
- Bessatsu Manga Goraku (1981-2014)
- Manga Goraku Nexter
- Golf Lesson Comic
- Manga Pachinko Dairenshō
- Hissatsu Pchisuro Fan
- Keiba Gold
- Illust Logic
- Skeleton Club
- Comic Break
- Goraku Egg
- Conbini Comic Kawaguchi Hiroshi Tankentai Mikaku Ninseibutsu no 5-banashi